# شطرنج سرعتی

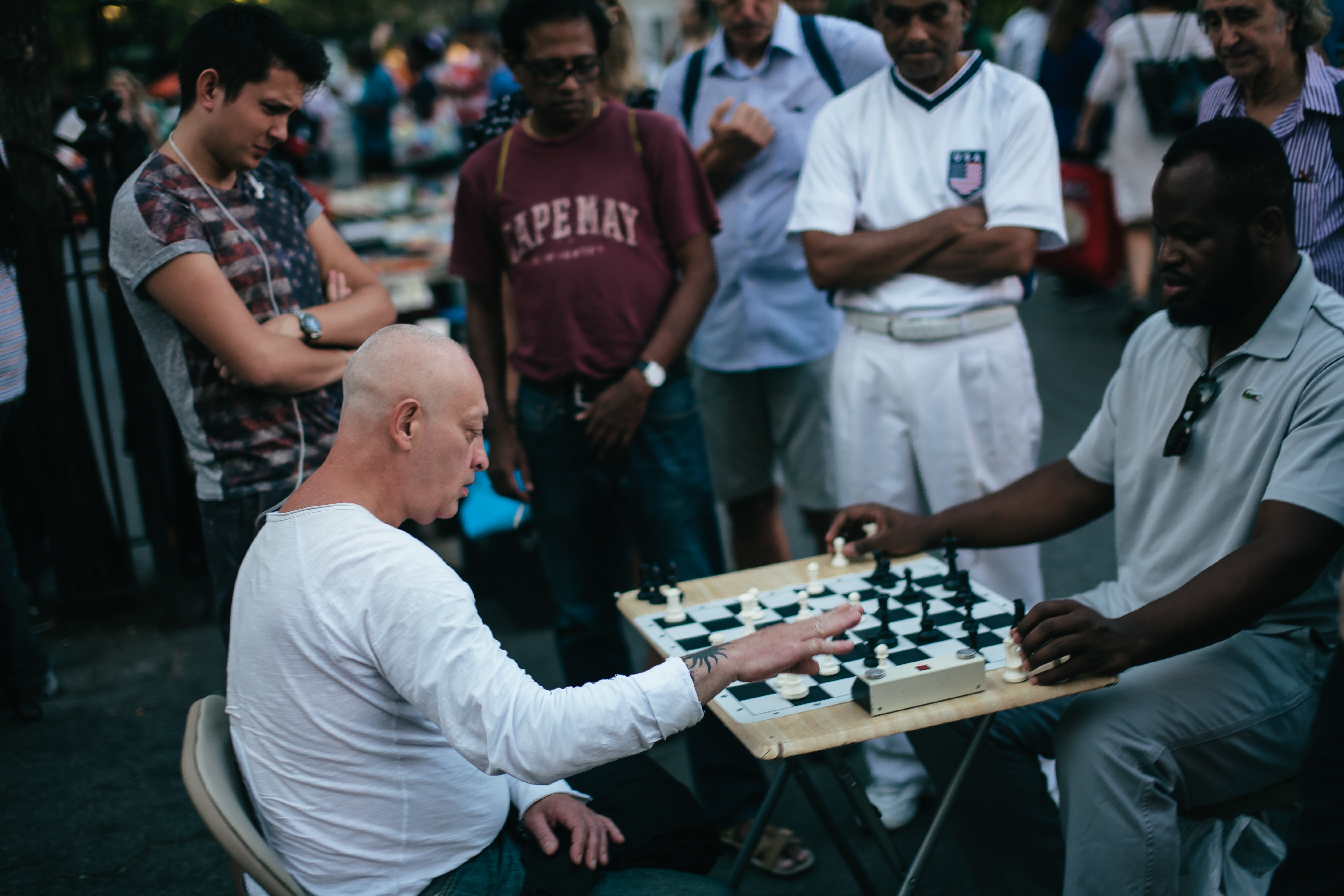
تماشاگران در حال تماشای شطرنج‌باز خیابانی «پائول روسی» (سمت چپ) در حال بازی شطرنج رگباری با جاناتان کوربلا در میدان اتحاد، منهتن

شطرنج سریع که به نام شطرنج سرعتی نیز شناخته می‌شود، گونه‌ای از شطرنج است که در آن به هر بازیکن زمان کمتری نسبت به زمان معمول در شطرنج کلاسیک داده می‌شود. شطرنج سریع بر اساس میزان کاهش کنترل زمان، خود به گونهٔ شطرنج سریع، شطرنج برق آسا و شطرنج رگباری تقسیم می‌شود. همچنین شطرنج آرماگدون یک نوع خاص از شطرنج سریع است که در آن قوانین متفاوتی برای هر یک از دو بازیکن اعمال می‌شود.
تا تاریخ ژوئیه ۲۰۲۴، برترین شطرنج‌باز بلیتز در بخش همگانی مگنوس کارلسن از نروژ است که همچنین برترین شطرنج‌باز کلاسیک، قهرمان شطرنج سریع جهان و قهرمان شطرنج بلیتز جهان می‌باشد. کارلسن همچنین برترین شطرنج باز سریع است.

## قوانین فیده
فدراسیون جهانی شطرنج (FIDE) مدت تأمل در شطرنج را به کنترل‌های زمان «شطرنج کلاسیک» و «کنترل‌های زمان سریع» تقسیم می‌کند. تا تاریخ ژوئیه ۲۰۱۴ مقررات بیان می‌کند که برای بازیکنان سطح اصلی (با الو ۲۴۰۰ یا بالاتر)، حداقل ۱۲۰ دقیقه برای هر بازیکن (بر اساس یک بازی ۶۰ حرکتی) باید اختصاص داده شود تا یک بازی در لیست «کلاسیک» طبقه‌بندی شود. برای بازیکنانی که دارای امتیاز کمتری هستند، این زمان را می‌توان به ۶۰ دقیقه کاهش داد. بازی‌هایی که سریع‌تر از این کنترل‌های زمان انجام می‌شوند، در صورتی که با کنترل‌های زمان دسته‌های مطبوع مطابقت داشته باشند، می‌توانند در رده‌های سریع و بلیتز طبقه‌بندی شوند.
بازیکنان شطرنج سریع و بلیتز از الزام ثبت حرکات خود در برگه امتیازی (A.2) معاف هستند. داور یا دستیار او مسئول ثبت و ضبط در مسابقات (A.3.1.2، B.3.1.2) هستند. ضبط الکترونیکی نیز گاه ترجیح داده می‌شود.

## نمای کلی
یک بازی شطرنج سریع را می‌توان به چندین دسته تقسیم کرد که در درجه اول با انتخاب کنترل‌های زمان متمایز می‌شوند. بازی‌ها ممکن است با یا بدون ذخیره زمان در هر حرکت انجام شوند.

### سریع (فیده)، تند (USCF)، یا فعال
کنترل زمان برای هر بازیکن در یک بازی شطرنج سریع (راپید)، طبق معیارهای فیده، بیش از ۱۰ دقیقه اما کمتر از ۶۰ دقیقه است. شطرنج سریع را می‌توان با یا بدون ذخیره زمان برای هر حرکت بازی کرد. هنگامی که از ذخیره زمانی استفاده می‌شود، بازیکن می‌تواند به‌طور خودکار، به عنوان مثال، پس از هر حرکت ده ثانیه بیشتر خود را برای حرکات بعد نگه دارد. وقتی از ذخیره زمان استفاده می‌شود، کل زمان هر بازیکن برای یک بازی ۶۰ حرکتی باید بیشتر از ۱۰ دقیقه اما کمتر از ۶۰ دقیقه باشد. شطرنج سریع توسط فیده بین سالهای ۱۹۸۷ و ۱۹۸۹ شطرنج فعال نامیده می‌شد.
برای مسابقات جهانی سریع فیده، هر بازیکن ۱۵ دقیقه به اضافه ۱۰ ثانیه زمان اضافی برای هر حرکت دارد که از حرکت ۱ شروع می‌شود

### بلیتز (برق‌آسا)
کنترل زمان برای هر بازیکن در یک بازی شطرنج برق‌آسا (بلیتز)، طبق اعلام فیده، ۱۰ دقیقه یا کمتر برای هر بازیکن است. این را می‌توان با یا بدون ذخیره یا تأخیر در هر حرکت بازی کرد که با استفاده از ساعت‌های دیجیتال امکان‌پذیر شده است. سه دقیقه با افزایش دو ثانیه ترجیح داده می‌شود. در حالت ذخیره زمان، کل زمان هر بازیکن برای یک بازی ۶۰ حرکتی باید ۱۰ دقیقه یا کمتر باشد (بنابراین به‌طور متوسط ۱۰ ثانیه یا کمتر در هر حرکت).
برای مسابقات قهرمانی رعدآسا جهانی فیده، هر بازیکن ۳ دقیقه به اضافه ۲ ثانیه اضافی در هر حرکت دارد که از حرکت ۱ شروع می‌شود

### رگباری
بازی‌های شطرنج رگباری (بولت) بر اساس یک بازی چهل حرکتی برای هر بازیکن کمتر از سه دقیقه زمان دارند. برخی از سرورهای شطرنج به صورت جداگانه به بازی‌های یک دقیقه ای برای هر بازیکن امتیاز می‌دهند. کنترل‌های زمان پایین‌تر به ترتیب برای بازی‌های ۳۰ ثانیه‌ای برای هر بازیکن و ۱۵ ثانیه‌ای برای هر بازیکن، «هایپر بولت» و «اولترا بولت» نامیده می‌شوند. سایر گزینه‌های رایج کنترل زمان برای بازی‌های رگباری شامل دو دقیقه با افزایش یک ثانیه، یک دقیقه با افزایش دو ثانیه یا یک دقیقه با افزایش یک ثانیه است. اصطلاح رعدآسا را می‌توان برای این گونه نیز به کار برد. استفاده از ذخیره زمان در شطرنج رگباری در درجه اول برای جلوگیری از مشکلات مربوط به تاخیر، و همچنین برای جلوگیری از بازی از موقعیت‌های از دست رفته به منظور برنده شدن به موقع است (همچنین به عنوان «پرچم گذاری کثیف» شناخته می‌شود).
شطرنج رگباری آنلاین از مشکلات عملی مرتبط با شطرنج رگباری زنده جلوگیری می‌کند، به ویژه جلوی بازیکنانی که به‌طور تصادفی مهره‌ها را می‌اندازند را می‌گیرد. بازی آنلاین همچنین اجازه می‌دهد تا قبل از اینکه حریف نوبت خود را بگیرد، حرکتی را انجام دهید یا دست به مهره شوید.

### آرماگدون
گونه ای از شطرنج برق آسا که در آن یک بازی مساوی به عنوان یک برد برای طرف سیاه حساب می‌شود. این تضمین می‌کند که بازی به‌طور قطعی به پایان برسد، بنابراین می‌توان از آن به عنوان یک بازی تساوی‌شکن و نهایی استفاده کرد. گاه در مسابقاتی مانند جام جهانی شطرنج به عنوان تساوی‌شکن استفاده می‌شود.
برای جبران شانس قرعه کشی سیاه، سفید زمان بیشتری در اختیار دارد. زمان‌های متداول شش دقیقه برای سفید و پنج دقیقه برای سیاه یا پنج دقیقه برای سفید و چهار دقیقه برای سیاه است. این را می‌توان با یک ذخیره زمانی محدود نیز بازی کرد. اگر هیچ ذخیره‌ای وجود نداشته باشد، در آن صورت سؤالات دشواری پیش می‌آید که بازیکنان باید در قرعه‌های بی‌اهمیت پرچم‌گذاری کنند، که در مسابقات قهرمانی شطرنج زنان جهان ۲۰۰۸ در مسابقه بین مونیکا سوچکو و سابینا-فرانسسکا فویسور اتفاق افتاد. با یک ذخیره کوچک، شانس زمان باید بیشتر باشد تا وضعیت متعادل بماند.